# مرو گریفین
مرو گریفین (انگلیسی: Merv Griffin; ۶ ژوئیهٔ ۱۹۲۵ – ۱۲ اوت ۲۰۰۷) خواننده، مجری تلویزیون، بازیگر تئاتر و تهیه‌کننده تلویزیونی اهل ایالات متحده آمریکا بود. وی بین سال‌های ۱۹۴۴ تا ۲۰۰۷ میلادی فعالیت می‌کرد.
از فیلم‌ها یا برنامه‌های تلویزیونی که وی در آن نقش داشته‌است می‌توان به پسری از اکلاهما، مردی با دو مغز و مرد تنها اشاره کرد.